# Fritz Herkenrath
Friedrich "Fritz" Herkenrath (ur. 9 września 1928 w Kolonii, zm. 18 kwietnia 2016) – piłkarz niemiecki, występujący na pozycji bramkarza.

## Życiorys
Fritz Herkenrath początkowo grał w piłkę ręczną. Zaczynał jako prawy skrzydłowy, dopiero później został bramkarzem. Wkrótce po II wojnie światowej, zmienił dyscyplinę piłki ręcznej na piłkę nożną. Herkenrath rozpoczął naukę w Wyższej Szkole Sportowej w Kolonii, gdzie jego wychowawcą był trener reprezentacji Niemiec, Sepp Herberger. W 1951 roku został piłkarzem FC Köln, gdzie był tylko dublerem pierwszego bramkarza zespołu, Fransa de Muncka. W 1952 roku został zawodnikiem Rot-Weiss Essen, gdzie był ulubieńcem kibiców drużyny. Z zespołem Rot-Weiss Essen w 1955 zdobył mistrzostwo swego kraju i tym samym drużyna ta stała się pierwszym niemieckim zespołem, który zagrał w Pucharze Europy, ale szybko zakończyli swój udział w pierwszej edycji tych rozgrywek po porażce w I rundzie w dwumeczu ze szkockim Hibernian F.C. (0:4, 1:1).
Herkenrath podczas pobytu w Essen, ze względu na swoją główną profesję - nauczyciela, zyskał przydomek Latający nauczyciel.
W 1962 roku, Fritz Herkenrath zakończył karierę sportową i po zakończeniu kariery został profesorem College'u Pedagogicznego na jednym z uniwersytetów w Akwizgranie.
Z reprezentacją Niemiec, w której w latach 1954–1958 rozegrał 21 meczów, zajął czwarte miejsce na mundialu 1958.

## Przebieg kariery piłkarskiej
| Sezony    | Klub              | Mecze | Gole |
| --------- | ----------------- | ----- | ---- |
| 1946–1951 | Preußen Dellbrück | ?     | ?    |
| 1951–1952 | 1. FC Köln        | 13    | 0    |
| 1952–1962 | Rot-Weiss Essen   | 376   | 0    |